# Володова Марія Захарівна
Марія Захарівна Володова (нар. 15 грудня 1928, село Колошеч'є, тепер Брасовського району Брянської області, Російська Федерація — 19 липня 2010, Запорізька область) — українська радянська діячка, ланкова колгоспу «Україна» Куйбишевського району Запорізької області. Герой Соціалістичної Праці (23.06.1966). Депутат Верховної Ради СРСР 6—7-го скликань.

## Біографія
Народилася 15 грудня 1928 року в селянській родині на Брянщині. Освіта неповна середня.
У 1945—1954 роках — колгоспниця, свинарка колгоспу імені Ілліча села Червоне Озеро Куйбишевського району Запорізької області. У 1954—1959 роках — ланкова з вирощування кукурудзи колгоспу імені Ілліча Куйбишевського району Запорізької області.
Член КПРС з 1959 року.
З 1959 року — ланкова-кукурудзовод колгоспу «Україна» смт. Куйбишеве (тепер — Більмак) Куйбишевського району Запорізької області. Вирощувала по 50—60 цнт зерна кукурудзи з гектара. На базі ланки Марії Володової працювала районна школа кукурудзоводів.
Потім — на пенсії в селі Червоне озеро Куйбишевського (Більмацького) району Запорізької області.

## Нагороди
- Герой Соціалістичної Праці (23.06.1966)
- орден Леніна (23.06.1966)
- орден «Знак Пошани» (26.02.1958)
- ордени
- Мала срібна медаль ВДНГ СРСР
- медалі
- почесний громадянин смт. Куйбишеве (Більмак)